# Tom Pearson (rugby à XV)
Pour les articles homonymes, voir Pearson.
Pas d'image ? Cliquez ici

a Compétitions nationales et continentales officielles uniquement.

b Matchs officiels uniquement.
Dernière mise à jour le 27 septembre 2023.
Tom Pearson, né le 26 octobre 1999 à Hereford, est un joueur international anglais de rugby à XV jouant au poste de troisième ligne aile avec les Northampton Saints en Premiership.

## Biographie

### Jeunesse et formation
Tom Pearson a joué pour la Cardiff Metropolitan University (en), où il est détecté par l'académie des London Irish.

### Carrière en club
En octobre 2021, il fait ses débuts victorieusement avec l'équipe première des London Irish face aux Exeter Chiefs en championnat anglais, avec une performance qui lui vaut la distinction d'homme du match. Le troisième ligne est l'auteur de son premier essai avec le club en février 2022 lors de la victoire contre Bristol Bears (49-32). En mai 2022, il signe son premier contrat officiel avec les Irish en tant que professionnel.
En 2022-2023, il est le deuxième plus gros plaqueur du championnat anglais, où il est aussi classé dans le top 3 en termes de turnovers. Il fait également partie de l'équipe type de Premiership en 2023 où il est élu révélation de l'année. Après cette saison, il est recruté par le club des Northampton Saints, à la suite de l'effondrement financier des London Irish.

### Carrière internationale
Lors de sa première saison sénior en 2021-2022, Tom Pearson rejoint son premier camp d'entraînement en préparation du Tournoi des Six Nations.
Il est appelé en amont de la Coupe du monde 2023 dans un camp d'entraînement par le sélectionneur Steve Borthwick.
Le 5 août 2023, il fait ses débuts avec l'équipe d'Angleterre contre le Pays de Galles en tant que titulaire (défaite 20-9).
En janvier 2024, il est sélectionné pour le Tournoi des Six Nations. Mi-février, il est relâché du groupe préparant la troisième journée, cependant il est convoqué avec l'équipe d'Angleterre A afin d'affronter le Portugal. En novembre 2024, il est sélectionné en équipe d'Angleterre A pour affronter l'Australie A (en).

## Palmarès

### En club
- London Irish
  - Finaliste de la Coupe d'Angleterre en 2022 (en)
- Northampton Saints
  - Vainqueur du Championnat d'Angleterre en 2024

### Distinctions personnelles
- Jeune joueur de la saison du Championnat d'Angleterre en 2023
- Membre de l'équipe type du Championnat d'Angleterre en 2023